# Andrée Turcy
Alphonsine-Sidonie-Philomène Turc, coneguda com a Andrée Turcy, nascuda el 12 de març de 1891 a Toló i morta el 3 de maig de 1974 a Marsella, fou una actriu i cantant francesa.

## Biografia
Alphonsine Turc seguí cursos de cant líric abans de començar a cantar al cafè-concert a Lió l'any 1912, amb el nom d'Andrée Turcy, dins del gènere de la chanson realiste, creat als cabarets francesos de París i Marsella a finals del segle xix, que després es posaria molt de moda.
Félix Mayol, nascut a Toló com ella, la va portar a París per actuar a la seva sala, el Concert-Mayol. Cantà a continuació al Eldorado, també a París, de 1912 a 1916. Fou contractada per a una revista al Théâtre de l'Alcazar de Marsella l'any 1919, i va assolir un gran triomf amb «La Chanson du cabanon».
L'exigent públic de Marsella l'adoptà, entre d'altres, amb cançons com «Mon anisette» o «Pourquoi je t'ai quitté». Va fer un duet amb Antonin Berval durant la dècada de 1920 i enregistrà els seus primers discos l'any 1921. Francis Carco li confià sis cançons que cantà al teatre La Cigale l'any 1924. Encadenà revistes i gires, i va tastar el teatre. Entre les seves estrenesː Quand l'amour vient (1929), Pauline (1933) i Rose de Marseille (1937).
Als anys vint actuà també als cabarets i teatres de Barcelona, on tingué una gran popularitat, entre els quals el Teatre Eldorado o el Principal Palace, sempre amb un gran èxit. Algunes cupletistes del Paral·lel, en especial Ramona Rovira, seguiren la seva estela.
Des dels anys 30, va fer moltes gires pel nord d'Àfrica. També va tenir un greu accident en què morí el seu conductor. Ja no va fer enregistraments a partir de 1938 i només aparicions curtes en algunes pel·lícules. Passà el període de l'ocupació a Algèria on el seu marit, André Garnier, dirigia el Gran Casino d'Argel. El seu retorn a la revista és a l'Alcazar de Marsella l'any 1950, on tornà a actuar l'any següent, abans d'instal·lar-se a Algèria i d'abandonar les taules. De tornada a Marsella, després de 1962, no actuà més que per respondre als homenatges que la ciutat li dedicà, com en una gala l'any 1963. Al final de la seva vida es trobà en la misèria i va ser ajudada per la família Baculard. Morí l'any 1974 a l'edat de 83 anys.

## Filmografia
- 1952: Manon des sources, de Marcel Pagnol: la carnissera[9]
- 1954: Les Lettres de mon moulin, de Marcel Pagnol[9]
- 1962: Mon oncle du Texas, de Robert Guez[10]
- 1963: Les Grands Chemins, de Christian Marquand: la dona vella[10]

## Distincions
- Oficial d'Acadèmia (decret del ministre de la Instrucció pública i de les Belles arts del 10 de març de 1931)